# Tonka (Raketentreibstoff)
Tonka ist der Name von mehreren ursprünglich in der Zeit des Nationalsozialismus in Deutschland entwickelten Raketentreibstoffen. In Nordkorea und der ehemaligen Sowjetunion wird auch die Bezeichnung TG-02 verwendet.
Der Name des Treibstoffes leitet sich von der Tonkabohne ab.

## Varianten und Zusammensetzung
- Tonka-250: 50 % Triethylamin und 50 % Xylidin[2]
- Tonka-500: 35 % isomere Octane, 20 % Benzol einschließlich Xylolen, 12 % Xylidine, 10 % Anilin, 10 % Methylvinylether, 8 % Ethylamin, 5 % Methylamin[2][3]
- R-Stoff: 57 % Xylidin (2,4-Xylidin[4]) und 43 % Triethylamin[2]

## Anwendung
Verwendet wurde Tonka in den Raketen:
- Ruhrstahl X-4
- Ch-22
- KSR-2
- Ch-26
- R-13

Das meist verwendete Gemisch Tonka-250 wird zusammen mit Salpetersäure als hypergolischem Oxidator eingesetzt. Wegen seines hypergolischen Verhaltens wird er auch als Zündstoff für Raketentriebwerke (wie bei der Rakete Kosmos 2 und der R-17) verwendet.